# Aeroporto di Bolzano
L'Aeroporto di Bolzano (IATA: BZO, ICAO: LIPB), o Aeroporto di Bolzano-Dolomiti (in tedesco: Flughafen Bozen-Dolomiten), anche comunemente indicato come Aeroporto di San Giacomo (Flughafen St. Jakob), è un aeroporto italiano situato nella zona sud del capoluogo altoatesino, nella zona di San Giacomo (St. Jakob). Si trova a 5 km di distanza dal centro della città e 1 km dall'uscita autostradale dell'A22 Bolzano Sud e dalla stazione ferroviaria Bolzano Sud-Fiera.
A disposizione dei passeggeri in partenza ci sono 80 posti auto localizzati di fronte al terminal e ulteriori 200  nel nuovo parcheggio lungo la strada di accesso all'aeroporto.
A partire dal 17 giugno 2021, sono iniziate le operazioni di SkyAlps dallo scalo, collegandolo con Catania, Cagliari, Lamezia Terme e Olbia nel weekend come charter verso località turistiche estive in collaborazione con il Tour Operator AveoTours, con Roma, Berlino, Düsseldorf, Olbia e Ibiza come destinazioni di linea, facendo scalo sull'ultima a Parma. A fine agosto dello stesso anno la tratta per Roma è stata rimossa per mancanza di prenotazioni.
A metà settembre 2021 sono state comunicate le nuove rotte per l'inverno 2021/2022 operate da Sky Alps rispettivamente verso: Bruxelles, Copenaghen, Amburgo e Londra Gatwick.
Insieme all'aeroporto di Foggia e quello di Siena fu in passato definito "aeroporto bonsai" (ovvero a bassa densità di passeggeri e con costi sproporzionati) e conseguentemente ne fu ipotizzata la chiusura definitiva, poi scongiurata. È altresì in trattativa la possibilità di aprire un collegamento con l’aeroporto di Tortolì, altro scalo da includersi nella lista degli aeroporti bonsai.

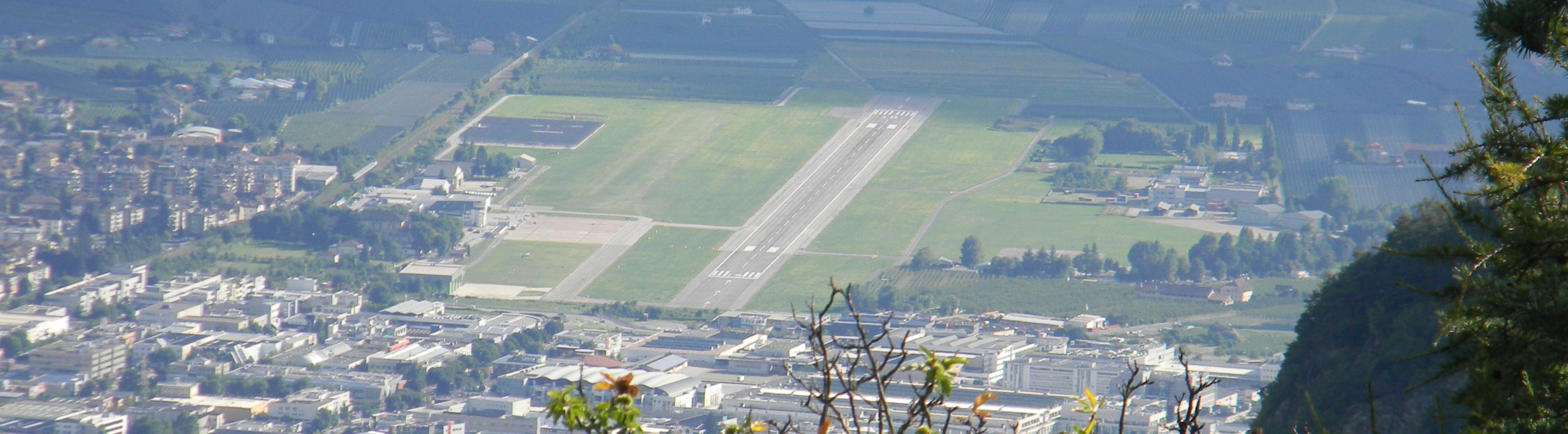
L'aeroporto visto da San Genesio Atesino.

## Storia
Nel 1918 l'aeroporto di San Giacomo era un campo di aviazione austro-ungarico e nel 1919 era sede della 31ª Squadriglia. L'aeroporto civile di Bolzano è stato istituito il 4 ottobre 1926 con il Regio Decreto nº 1994; esso è dotato di una pista lunga 1432 metri (l'intera lunghezza della striscia di asfalto è di 1746 metri) grazie all'ultimo allungamento del 2021, orientata quasi nord-sud. La nuova dirigenza (2006) ha auspicato l'allungamento del sedime aeroportuale di 400 metri e della pista di 70 metri verso sud in modo da consentire l'atterraggio di aerei più grandi che potrebbe consentire di accrescere il numero di passeggeri, con un minimo incremento del numero di voli, a 400.000 unità l'anno contro i soli 40.000 circa del 2013. Dispone inoltre di una sezione militare, sede del 4º Reggimento AVES "Altair".
Nel 1999 si sono conclusi i lavori dell'allungamento della pista d'atterraggio, portata a 1300 metri, e dell'impianto che permette l'atterraggio di velivoli anche durante le ore notturne. Ciò ha fatto sì che la capacità degli aerei è aumentata fino a 70 passeggeri.
Per evitare il periodico spostamento degli aeromobili Air Alps tra Bolzano e Innsbruck per motivi di riposizionamento e manutenzione di alto livello, è stato costruito un nuovo hangar privato, per il ricovero e la manutenzione di velivoli fino a 100 passeggeri.
L'amministrazione provinciale altoatesina è socia dei vicini "Aeroporti del Garda" (Verona e Brescia) con quote pari al 6,664% del capitale e finanzia trasferimenti low cost tra gli aeroporti del Garda e l'Alto Adige.
La Provincia di Bolzano si è occupata direttamente delle trattative col demanio militare per poter utilizzare l'area a fine Via Francesco Baracca, sulla sinistra, dove nel corso del 2011 è stato realizzato un ampio parcheggio di 198 posti auto. A dicembre 2011 è stato aperto al pubblico il nuovo terminal, adeguato anche a voli extra-Schengen.
Il 14 gennaio 2012 l'unica compagnia aerea che utilizzava stabilmente lo scalo, la Air Alps, in forti difficoltà finanziarie, ha sospeso a tempo indeterminato i voli. Tutti gli aeromobili della flotta sono stati bloccati all'Aeroporto di Innsbruck e privati della licenza di volo, lasciando lo scalo bolzanino privo di servizi di linea e il nuovo terminal. Il 1º febbraio 2012 sono ripresi i collegamenti.
Il 1º dicembre 2012 Air Alps lascia l'aeroporto dopo il rifiuto dell'ENAC  di concedere un'autorizzazione ridotta per due soli voli durante la settimana e uno nel weekend, anziché quattro al giorno e due nei fine settimana.
Il Ministero ha indetto due bandi per coprire la tratta Bolzano-Roma, ai quali nessuna compagnia aerea sembra interessata. Dopo la conferma che anche il secondo bando per la tratta Bolzano-Roma è andato deserto, il Ministero ha autorizzato ufficialmente l'ENAC a trattare con la compagnia elvetica Darwin Airline, la quale ha dato la propria disponibilità a servire la tratta. Tra la fine di aprile e i primi giorni di maggio la compagnia ha incominciato l'addestramento dei suoi piloti all'aeroporto di Bolzano.
Dopo l'ok dell'ENAC, la compagnia ha iniziato a volare tra Bolzano e Roma con i suoi Saab 2000 dal 30 giugno 2013, sospendendo i voli il 18 giugno 2015.

### Il referendum del 12 giugno 2016
Il 20 ottobre 2015 la Giunta della provincia autonoma di Bolzano ha votato il disegno di legge sull'aeroporto di Bolzano, che avrebbe visto la provincia impegnata nelle attività di sviluppo e potenziamento delle attività dello scalo bolzanino attraverso un finanziamento annuo di 2,5 milioni di euro fino al 2022; successivamente il finanziamento pubblico sarebbe sceso a 1,5 milioni di euro. Se non fosse stato raggiunto l'obiettivo minimo di 170.000 passeggeri annui il finanziamento sarebbe stato interrotto.
In considerazione della forte opposizione della popolazione confinante, in particolare quella residente nel comune di Laives che ospita gran parte della struttura,  il 12 giugno 2016 il disegno di legge è stato sottoposto a un referendum popolare consultivo. I votanti sono stati il 46,7% degli aventi diritto (quorum del 40% superato), mentre il 70,6% dei votanti ha votato contro il disegno di legge.
Questo ha avuto come conseguenza diretta l'interruzione del finanziamento pubblico da parte della provincia autonoma (gestore pubblico dello scalo aeroportuale) e, conformemente ai regolamenti nazionali (vedi ENAC), la cessione del 100% della società ABD (Airport Bolzano Dolomiti) ad un nuovo soggetto privato che ha approfittato della situazione creatasi. Il prezzo di base d’asta, molto basso, è stato 3,8 milioni di euro.
Contrariamente a quanto sostenuto in campagna referendaria da alcuni politici locali mal informati e dai comitati dei contrari , ma come invece previsto da molti tecnici e sostenitori del progetto provinciale e del "SI" al referendum, nel corso del 2020 il nuovo gestore privato ha ripreso i lavori di potenziamento dell'infrastruttura, procedendo all'allungamento della pista per consentire l'operatività in sicurezza di velivoli più grandi e performanti. Lo stesso gestore aeroportuale privato ha fondato la propria compagnia aerea locale "Sky Alps" e promette negli anni uno sviluppo dell'infrastruttura e nuovi collegamenti aerei in Italia e in Europa. 

### Nuovi investimenti pubblici nel 2021
Nel settembre del 2021 la Provincia di Bolzano ha poi deliberato uno stanziamento di 10,7 milioni di euro per l'edificazione di un nodo di scambio intermodale (aereo, bus, automezzi, treno e bicicletta) in grado di connettere la struttura aeroportuale alla ferrovia ad essa adiacente e permettendo al contempo l'ingresso e l'uscita dei bus verso il terminal sia dal lato confinante con il comune di Bolzano sia da quello posto nel comune di Laives.

## Statistiche
Questo grafico non è disponibile a causa di un problema tecnico.
Si prega di non rimuoverlo.
Vedi la query Wikidata di origine.